# Harimise

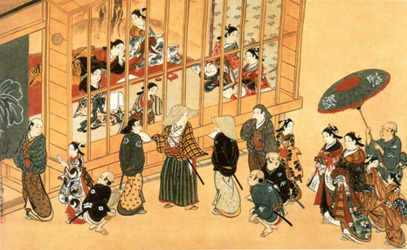
Prostitute in mostra in un "harimise", dipinte da Miyagawa Chōki

L'Harimise (張見世?) era un elemento architettonico dei postriboli dei quartieri a luci rosse nella Edo, Giappone, del periodo Tokugawa.

## Descrizione
Nella Edo del periodo Tokugawa le prostitute sedevano in mostra ai clienti nell'harimise, una stanza al primo piano del bordello con una facciata a griglia, che permetteva loro di visionare le ragazze prima di acquisire le loro prestazioni. Gli harimise erano allineati lungo la strada principale di Yoshiwara, Nakanocho.
Numerosi artisti, perlopiù rappresentanti del genere ukiyo-e, rappresentarono nelle loro opere gli harimise, come Miyagawa Chōki e Hishikawa Moronobu.